# 威胁
威胁是一种通过言语或行动胁迫他人的行为。部分威胁类型是违法行为，如为了获得金钱利益而做出的威胁。